# Эт-Танф
Эт-Танф (англ. Al Tanf, араб. التَنْف‎) — военная база международной коалиции США в сирийской провинции Хомс. Расположена в 23 км к северо-западу от пограничного пункта пропуска Эт-Танф на границе с Ираком. База, основанная в апреле-мае 2017 года спецслужбами США, активно используется западными и ближневосточными союзниками для военной подготовки представителей «умеренной оппозиции» (Армия свободной Сирии).
В зоне безопасности базы Эт-Танф находится лагерь беженцев Эр-Рукбан.
В июне 2022 года Россия нанесла авиаудары по американской военной базе гарнизона Эт-Танф, предварительно уведомив Соединённые Штаты о своих намерениях. Американские официальные лица заявили, что Россия утверждает, что группировка «Магавир аль-Тавра» совершила нападение на российские войска с помощью придорожной бомбы; Соединённые Штаты не верят в это и считают, что Россия просто искала причину для нанесения авиаударов в этом месте.

## Инструкторский персонал и обучение
На территории тренировочных лагерей проходят ежедневные тренинги по военной подготовке, организованные зарубежными спецслужбами для отрядов сирийской вооружённой оппозиции.
В настоящее время численность инструкторского персонала на базе Эт-Танф увеличена и составляет ориентировочно 600 американских, британских и норвежских военнослужащих, а также представителей спецслужб Иордании.
Обучение проводят в том числе инструкторы из 5-й группы специального назначения армии США.
Организованы занятия по обучению тактическим навыкам, работе с картами и обращению с навигационными приборами. Также в программу включены огневая и медицинская подготовка, минно-взрывное дело, подготовка снайперских пар и диверсионных групп. Срок обучения в зависимости от начального уровня военной подготовки составляет от нескольких месяцев до одного года. По окончании обучения предусмотрены контрольные занятия для итоговой проверки обучаемых.

## Формирования умеренной оппозиции
В 2017 году в Эт-Танф из Иордании прибыл отряд «Джейш Сурия Аль-Джадид» («Новая Сирийская армия») численностью 120—150 человек, который был сформирован в мае 2015 года. С 2016 года «Новая Сирийская армия» была переименована в «Джейш Магавир Ас-Саура» или «Джейш Магавир ат-Тавра» («Армия революционных коммандос»).
В последующем состав военной базы США расширился за счёт отрядов «Куват Шахид Ахмад Абду» («Силы имени шахида Ахмада Абду»), «Асуад (Усуд) Шаркия» («Восточные львы»), «Лива Шухада Аль-Карьятейна» («Бригада шахидов (мучеников) города Аль-Карьятейн»). На данный момент общая численность вооружённых отрядов «умеренной оппозиции» составляет ориентировочно 1700 человек. В то же время модернизируемая инфраструктура опорных пунктов позволяет разместить до 3 тысяч бойцов.

#### «Новая сирийская армия» («Джейш Сурия Аль-Джадид»)
Коалиция различных группировок, об объединении которых было объявлено в мае 2015 года. В создании «Новой сирийской армии» непосредственное участие принимали США, а также суннитские монархии Катар, Саудовская Аравия и Иордания.
Заявленная цель первоначально сформированных в Иордании отрядов — борьба с Асадом и террористической организацией «Исламское государство».
Вместе с тем активных боевых действий бойцов НСА против ИГ зафиксировано не было. «Новая сирийская армия» контролировала дорожные участки из Ирака через южную часть сирийской пустыни.
«Армия коммандос революции» («Джейш Магавир Ас-Саура» или «Джейш Магавир ат-Тавра»)
С января 2017 года «Новая сирийская армия» сменила название на «Джейш Магавир Ас-Саура» или «Джейш Магавир ат-Тавра». О создании группировки при поддержке спецслужб США Великобритании и Иордании стало известно весной 2017 года. Цели группировки остались прежними: противостояние с правительственными войсками. Самая влиятельная и могущественная группировка в Эт-Танфе. Некоторые СМИ полагают, что «Джейш Магавир Ас-Саура», в отличие от НСА, выполняет функции подразделения специального назначения США в Сирии.
В настоящее время командиром «Джейш Магавир Ас-Саура» является бывший подполковник сирийских вооружённых сил Мхинд Талаа (Моханнад ат-Талаа).
До вторжения ИГИЛ в Сирию он был лидером оппозиционного «Военно-революционного совета Дейр-эз-Зора». Он же возглавлял «Новую сирийскую армию» в период с 2015 по 2017 годы.
Точная численность «Джейш Магавир Ас-Саура» неизвестна. В 2015 году из Иордании на базу в Эт-Танфе прибыло порядка 120—150 человек. К настоящему моменту численность группировки могла увеличиться до 1000—1500 боевиков.
В арсенале НВФ находятся артиллерийские орудия, миномёты калибра 60, 81 и 120 мм, стрелковое оружие иностранного производства с прицелами ночного видения. Имеются автомобили повышенной проходимости «Тойота Хайлюкс», «Хамви» с установленными тяжёлыми пулемётами, ПЗРК, американские «Хаммеры». Для эвакуации раненых на территорию Иордании, а также десантирования боевиков зачастую используются вертолёты ВВС США.
Экипировка и амуниция выделяет «Армию коммандос революции» из других группировок на базе Эт-Танф.

#### «Восточные львы» («Армия львов Востока», «Джейш Усуд Аш-Шаркия»)
Во главе группировки стоит Талас Ас-Салама («Абу Файсаль»). Созданное в августе 2014 года формирование состоит преимущественно из членов племенной конфедерации «Шайтат» (Восточная Сирия), входивших в различные антиправительственные группировки.
Эти силы противостояли «иранской экспансии», а также выдвигали обвинения в адрес Дамаска из-за проиранской позиции.
«Восточные львы» терпели поражения в боях с «Исламским государством» в районе населённых пунктов Дейр-эз-Зор и Абу-Кемаль. После этого передислоцировались в провинцию Дамаск и присоединились к бригаде «Джейш аль-Ислам».
В последующем лидеры «Восточных львов» объявили о присоединении группировки к «Новой сирийской армии» и вели боестолкновения как с правительственными подразделениями на границах Сирийской пустыни, так и с отрядами «Исламского государства».
С октября 2017 года группировка передислоцировались вместе с семьями в 55-километровую бесполетную зону в район Эт-Танфа. Здесь рядом с лагерем для беженцев «Рукбан» в 800 м от сирийско-иорданской границы развернулся новый лагерь для бойцов «Восточных львов» и «Куват Шахид Ахмад Абду», и их родственников. По информации арабских СМИ, в этом лагере сейчас находится порядка 10 тысяч человек.
Известно, что в распоряжении этих сил находятся несколько самодельных систем РСЗО, пикапы с тяжёлым вооружением, ПЗРК.

#### «Куват Шахид Ахмад Аль-Абду» («Силы имени шахида Ахмада Аль-Абду»)
На начало 2017 года в рядах группировки состояло до 2 тысяч человек. Прежде всего это до 500 солдат и 30 офицеров из числа дезертиров сирийской армии. В распоряжении этих отрядов имелся танк Т-55, два восстановленных Т-62, несколько РСЗО, противотанковые ракетные комплексы «ТОУ» и «Корнет» из Катара.
До марта 2016 года основная часть группировки базировалась в горах Восточного Каламуна, а также в населённых пунктах Думейр, Рухейба провинции Дамаск.
В марте 2016 года часть отрядов переместилась в район Эт-Танф, войдя в состав проамериканской «Новой сирийской армии».

#### «Лива Шухада Аль-Карьятейн» («Бригада шахидов (мучеников) города Аль-Карьятейн»)
Командует «шахидами» бывший капитан сирийской армии Ахмад Тамир. Оппозиционное движение, которое создано из числа жителей восточной части провинции Хомс, бежавших в район Эт-Танф в 2014—2015 годах.
В последующем «Бригада шахидов» вела боевые действия против правительственных сил и игиловцев в районе Восточный Каламун и Сирийской пустыне.

## Система управления
Для совершенствования и централизации системы управления военная база поделена на секторы. Каждой группировке отведена отдельная территория, чтобы предотвратить вооружённые стычки между бандформированиями.
В то же время на военной базе имеют место случаи дезертирства. Сайт американского телеканала со ссылкой на представителя международной коалиции Раяна Диллона сообщает, что случаи побегов носят единичный характер. Однако дезертиры активно пытаются склонить других боевиков к побегу и убедить их присоединиться к правительственным войскам. По его мнению, эти «усилия не достигли ощутимого успеха».
По данным CNN, перебежчиками являлись отдельные боевики повстанческой группировки «Джейш Магавир ат-Тавра», лояльной правительству США. Ранее американский телеканал сообщал, что группировка «Лива Шухада Аль-Карьятейна» полностью отказалась от поддержки США и участия в совместных боевых действиях на территории Сирии.

## Вооружение и техника
На территории базы дислоцируется единицы тяжёлого вооружения и реактивной артиллерии, в том числе бронированная техника и высокомобильные универсальные системы РСЗО/ОТРК HIMARS ВС США. Точное количество сосредоточенной в Эт-Танфе техники неизвестно.
Район военной базы США в круглосуточном режиме находится под наблюдением американских беспилотных летательных аппаратов и военных патрулей.

## Применение военной силы в Сирии
Авиация международной коалиции дважды — в мае и июне 2017 года — наносила удар по войскам Дамаска, оказавшимся в непосредственной близости от тренировочных лагерей. После этого по периметру 55-километровой зоны распространялись листовки с предупреждением не приближаться к Эт-Танфу.
Согласно некоторым арабским СМИ, подразделения армии Башара Асада не собирались атаковать американскую базу.
Кроме того, 20 июня 2017 года истребитель ВВС США F-15E сбил беспилотный летательный объект «Шахид-129», принадлежащий САА. По мнению американской стороны, он угрожал безопасности личного состава базы.

## Упоминания в СМИ
Российские СМИ со ссылкой на дипломатические источники неоднократно сообщали о готовности военнослужащих США покинуть территорию Сирии в районе населённого пункта Эт-Танф. Однако американская сторона не смогла обозначить конкретных сроков ликвидации военной базы. Ранее в администрации США сообщали о приостановке программы ЦРУ для оснащения и подготовки некоторых повстанческих групп в Сирии, сражающихся с правительством президента Башара Асада.
В СМИ также имеется заявления, опровергающие готовность США покидать учебную базу в Эт-Танфе. В штабе операции «Непоколебимая решимость» официальный представитель заявил, что обучение помогает таким группам, как «Джейш Магавир ат-Тавра» бороться с террористической организацией «Исламское государство».
С другой стороны, как сообщают СМИ, появление базы США связано не с уничтожением террористической организации ИГ. По мнению интернет-издания «EADaily», операция против боевиков на юге Сирии — не единственная цель Вашингтона, Лондона и Аммана — военное присутствие зарубежных спецслужб является противодействием иранским подразделениям и режиму Асада.
В интервью, которое дал американскому изданию «The Washington Post» король Иордании Абдалла II, сказано о том, что союзники находятся в 70 километрах от границы Королевства и «пытаются установить географическую связь между Ираном, Ираком, Сирией и Ливаном/„Хизбаллой“ с намерением получить власть над этим пространством»; это может означать, что южные районы Сирии со временем могут превратиться в «американскую» зону влияния и заметно ослабить позиции Башара Асада.
4 июня 2019 года представители более 30 стран приняли участие во встрече в Кувейте с командованием операции «Непоколебимая решимость», на которой обсуждался вопрос наращивания усилий по полному разгрому терроризма в Ираке и Сирии. По результатам встречи Пентагон заявил 18 июня об отправке ещё 1000 военнослужащих на Ближний Восток, предположительно, в том числе, на американскую базу в сирийском Эт-Танфе.